# Маркопуло Месогеас
Маркопуло Месогеас (грч. Μαρκόπουλο Μεσογαίας) општина је у Грчкој. По подацима из 2011. године број становника у општини је био 20.040.

## Становништво
| 2011.  |
| ------ |
| 20,040 |